# Bahijski karneval
Bahijski karneval (portugalsko Carnaval baiano) je letni karnevalski festival, ki ga praznujejo v brazilski zvezni državi Bahia, predvsem v njenem glavnem mestu, Salvadorju. Dogodek uradno traja šest dni, začne se v četrtek pred pepelnično sredo in konča na pepelnično sredo opoldne. Izraz se lahko uporablja tudi za sorodne dogodke, ki se zgodijo tik pred ali po tem, kar podaljša trajanje do dvanajst dni.
Festival poteka istočasno na številnih lokacijah, najbolj znana pa je proga Campo Grande v zgornjem delu mesta, proga Barra-Ondina ob obali in Pelourinho (zgodovinska soseska). Predstavlja nastope več glasbenih skupin. Najbolj tradicionalne predstavitve so trio elétrico parade in predstavitve afro blokov. Ocenjuje se, da se praznovanj vsako leto udeleži približno 2,5 milijona ljudi (vključno s 1,5 milijona turistov). Gospodarska poročila kažejo, da ima festival velik vpliv na lokalno gospodarstvo Salvadorja.

## Zgodovina
Leta 1950 sta Adolfo Dodô Nascimento in Osmar Álvares Macêdo, bolj znan kot Dodô in Osmar, ustvarila Fobico, odprto plovko, prilagojeno za glasbene predstavitve, in rodil se je trio elétrico. Do leta 1952 je izraz trio elétrico postal splošen in se nanaša na tovornjak ali avtobus, ki med bahijskim karnevalom prevaža glasbenike. Leta 1969 je pesem Caetana Velosa Atrás do trio-elétrico (»Za Trio-elétrico«) popularizirala zvok tria elétrico po vsej državi. Danes je prisotnost tovornjakov trio elétrico ena glavnih atrakcij Carnavala da Bahia.
Leta 2021 ni bilo karnevala.

## Organizacija

### Predhodni dogodki in uradna otvoritev
Od silvestrovanja se v Salvadorju zgodi več dogodkov, ohlapno povezanih s karnevalom. Najbolj tradicionalen je Lavagem do Bonfim, ki se dogaja od leta 1745 na drugi četrtek v januarju. Novejši dogodek je Salvador Summer Festival, glasbeni festival, ki se običajno zgodi konec januarja.
Nekatere prireditve, ki so tesno povezane s karnevalom, se odvijajo nekaj dni pred uradnim odprtjem. Najbolj tradicionalna je zabava ob nominaciji za letno kraljico karnevala in kralja Momo. Še več, ensaios de carnaval (karnevalske vaje) so postale tradicija od 1990-ih. Običajno so to zasebni dogodki z neformalnimi predstavitvami umetnikov, ki bodo nastopili na karnevalu.
Uradna otvoritev karnevala v Salvadorju se zgodi v četrtek neposredno pred pepelnično sredo. Zgodi se en dan pred tradicionalnim pustnim koledarjem, ki se začne v petek. To se zgodi samo iz komercialnih razlogov. Uradna otvoritev sledi tradiciji kot v preostali Braziliji: poteka slovesnost, na kateri mestni župan preda simbolični ključ mesta kralju Momu, ki razglasi, da so karnevalska praznovanja uradno odprta. Parade potekajo že v četrtek zgodaj zvečer.

### Pustne prireditve
Parade in drugi dogodki se odvijajo v šestih uradnih dneh karnevala, povprečno 16 ur na dan. Občina določi vrstni red, začetek in konec parade za vsak pustni blok. Zamude lahko povzročijo globe. Komponente bloka imajo vnaprej določen čas srečanja na začetku svoje sledi, imenovan concentração (koncentracija). Ko parada konča svojo uradno pot, se trio elétricos odpravi na posebno mesto, imenovano dispersão (disperzija), kjer ni več ločitve med člani blokov in občinstvom. Neredko se zgodi, da umetniki, ki so igrali na paradi, svoje predstavitve razširijo na disperzijo.
Sočasno s paradami se odvija neformalni posel abadá. Tam veseljaki prodajajo, kupujejo in menjajo abadás za različne bloke in VIP kabine. Scalperji so prisotni v znatni količini in delujejo prosto. Dve najpogostejši mesti sta Aeroclube Mall in Shopping Barra.

### Uradni zaključek in po dogodkih
V 2000-ih je postala tradicija, da je zadnja redna parada Voa Voa, ki se začne v sredo zjutraj.
Arrastão (velika vlečna mreža) je zadnji uradni dogodek pred koncem karnevala. Začne se v sredo zgodaj zjutraj in konča pred poldnevom. Tam trio-elektroniki paradirajo po progi Barra-Ondina v smeri nazaj (od Ondine proti svetilniku Barra). Med blokom in občinstvom ni ločitve. V sredo opoldne se uradno zaključi karneval.
Ressaca de Carnaval (karnevalski ostanek) so praznovanja, ki sledijo takoj po koncu karnevala. Porto Seguro na jugu Bahie je postal pomembno mesto za ressaco. Njegov format je podoben uličnim paradam tria elétrico v Salvadorju, s precejšnjim prekrivanjem izvajalskih dejanj. Morro de São Paulo je še eno priljubljeno mesto, kjer ni nobene uradne (vladne) organizacije, večina zabav pa je zasebnih.
V enem mesecu po uradnem zaključku nekatere medijske skupine gostijo gala dogodke s podelitvijo nagrad, da bi priznale izjemne dosežke karnevala. Najbolj tradicionalna priznanja so Dodô in Osmar Trophy (Grupo A Tarde), Band Folia Trophy (Rede Bandeirantes) in Troféu Bahia Folia (Rede Bahia de Televisão). Kategorije se med dogodki razlikujejo. Pogosti so najboljši izvajalec, najboljši novi izvajalec, najboljši blok in najboljša pesem (velja za najprestižnejšo).

## Pustni bloki
Medtem so se karnevalski bloki začeli razvijati in razvejati v različne tokove estetskih, glasbenih in celo verskih manifestacij. Medtem ko so člani afoxéjev prinesli svojo afro-brazilsko religiozno kozmologijo v karnevalsko povorko, tako da so ohranili svoje afriške korenine s puxado do ijexá (ritem, ki se igra v čast orixás ali afro-brazilskih božanstev), so se cvetoči bloki srednjega razreda večinoma zanašali na o karnevalski glasbi, oblikovani na samba-enrredos v Riu de Janeiru.
Nato so se pojavili afro-bloki z estetskim predlogom, ekstrapoliranim iz indijanskih blokov, ki so v procesu uvedli nekaj temeljnih novosti: parade so se vrtele okoli tem, glasba pa je bila prilagojena priložnosti. V tej fazi je bil ulični karneval v Bahii prežet z glamurjem in elitizmom, ki so ga širili karnevalski klubi, kar je sprožilo rahel preobrat egalitarnega ideala.

### Bahijski karnevalski glasbeniki
S pojavom novih talentov, ki so še naprej popularizirali regionalne ritme, je karnaval postal bolj organizirana zadeva, čeprav je nekako ohranil svojo neformalnost in nalezljivo spontanost. Uspeh Luiza Caldasa, Sare Jane in Chiclete com Banana je skupaj z razvojem Ilê Aiyê in pojavom Olodum prispeval k preobrazbi Salvadorskega karnevala v največjo, najdaljšo in najbolj potujočo predstavo na prostem na svetu. Višji in srednji sloj sta končno podlegla idealu rasne harmonije, ki ga je navdihnil karneval in do konca 1980-ih je praznovanje pred pustom vstopilo v proces nepovratne razuzdanosti. Ulični karneval je začel predstavljati kolektivno identiteto bahijskega karnevala.
Do začetka novega desetletja je Bahijski karneval postal institucionalizirana tovarna talentov. Uspeh predhodnikov, kot so Luis Caldas, Chiclete com Banana, Ilê Aiyê, Margareth Menezes in Olodum, je napovedal zbliževanje karnevalske in komercialne glasbe. Počasi sta se začela odpirati severovzhodni in nacionalni glasbeni trg.
Med letoma 1992 in 1993 je Bahijski karneval postal prizorišče največjega uspeha v brazilski glasbeni pokrajini doslej: Daniela Mercury je s svojo uspešnico samba-reggae O Canto da Cidade dosegla prvo mesto na radijskih postajah po vsej Braziliji. Njena oddaja je podrla rekorde obiskanosti javnosti od Oiapoque do Chuí in postala je prva predstavnica novega bahijskega zvoka, ki je na nacionalni postaji Rede Globo predvajala posebno televizijsko oddajo o njeni glasbeni karieri. Mercuryjin osupljiv uspeh je radikalno podrl predsodke in ovire, ki so jih brazilski glasbeni epicentri postavili bahijski glasbi, ki izvira iz karnevala. Ironično je, da jo je  velik uspeh v nacionalnem merilu spremenil v glavno umetnico Bahijskega karneval. To razliko je dosegla dolgo po tem, ko je osvojila nišo v Bahii in sodelovala na številnih karnevalih.